# Johnny Ashwell
Johnny Armando Ashwell Fernández (Encarnación, Paraguay, 1 de febrero de 1954) es un exfutbolista paraguayo, ocupaba la posición de lateral derecho, defensor que derrochaba aplicación y temperamento, fiero en la marca. Jugó en el fútbol de Chile.

## Trayectoria
Se formó en las divisiones inferiores del Club Olimpia de Paraguay. En 1974 llega a Chile a estudiar ingeniería comercial en la Universidad de Chile, además integra el equipo de fútbol del Club Universidad de Chile , donde es enviado a préstamo a Unión La Calera, debuta profesionalmente frente a Club Deportivo Unión San Felipe.
En 1975 es nuevamente enviado a préstamo, esta vez a Club Deportivo O'Higgins, y en 1976 retorna a la «U» donde consigue la Copa Sudamericana de Clubes Universitarios, una Copa Chile y dos liguillas para Copa Libertadores.
En 1984 llega a reforzar Everton, consagrándose campeón de Copa Chile 1984 y el subcampeonato de Primera División en 1985, finalizó su carrera en enero de 1987 jugando en el Estadio Sausalito.
Se recibió de ingeniero comercial en la Universidad de Chile y un MBA en la Universidad Adolfo Ibáñez, siendo además gerente general del Club Universidad de Chile, y Unión Española.

## Estadísticas

### Clubes
| Club                 | País  | Año       |
| -------------------- | ----- | --------- |
| Unión La Calera      | Chile | 1974      |
| O'Higgins            | Chile | 1975      |
| Universidad de Chile | Chile | 1976-1983 |
| Everton              | Chile | 1984-1987 |

## Palmarés

### Títulos nacionales
| Título     | Club                 | País  | Año  |
| ---------- | -------------------- | ----- | ---- |
| Copa Chile | Universidad de Chile | Chile | 1979 |
| Copa Chile | Everton              | Chile | 1984 |

### Títulos internacionales
| Título                                     | Club                 | País  | Año  |
| ------------------------------------------ | -------------------- | ----- | ---- |
| Copa Sudamericana de Clubes Universitarios | Universidad de Chile | Chile | 1976 |